# 구도촌 (홋카이도)
구도촌(일본어: 久遠村)은 일본 홋카이도 구도군에 설치되었던 촌이다. 현재의 세타나정에 해당한다.